# 王遵 (琅琊)
王遵（?—?），字伯業，中国东汉時代初期政治人物，出自琅琊王氏。

## 生平
王遵在东汉初年，汉光武帝嘉赏他，拜他为中大夫，封義乡侯。其子大将军掾王音，王音子南康尹王融。王融二子王祥、王览。

## 家族
王遵的曾孙父王吉，字子阳，官至博士谏大夫，祖父王骏为御史大夫、父亲王崇官至大司空，封扶平侯。

## 家庭
- 父亲：王崇
- 母亲：解□
- 妻子：师□（师丹之女）
- 长子：王旹，儿媳：□氏
- 次子：王音，儿媳：谭□